# Салказанов, Таймураз Маирбекович
Таймура́з Маирбе́кович Салказа́нов (осет. Салхъазанты Таймураз, словац. Taimuraz Mairbekovič Salkazanov; род. 6 апреля 1996, Карман-Синдзикау, Северная Осетия) — словацкий борец вольного стиля осетинского происхождения. Четырёхкратный чемпион Европы (2021,2022,2023,2024). Бронзовый и дважды серебряный призёр чемпионатов мира.

## Спортивная карьера
На чемпионате мира 2021 года, который проходил в Осло, стал серебряным призёром чемпионата мира в весовой категории до 74 кг. В финале уступил американскому борцу Кайлу Дэйку.
В 2022 году, выступая в весовой категории до 74 кг на чемпионате мира в Белграде, второй раз подряд завоевал серебряную медаль, проиграв в финале Кайлу Дэйку.
В апреле 2025 года на чемпионате Европы в Братиславе в весовой категории до 74 кг завоевал бронзовую медаль. В схватке за третье место одолел соперника из Венгрии Мурада Курамагомедова.
- Серебряный призёр чемпионатов мира (2021, 2022), бронзовый призёр чемпионата мира (2019).
- Бронзовый призёр Кубка мира (2020).
- Чемпион Европы (2021, 2022, 2023, 2024).
- Чемпион Словакии.
- Чемпион мира среди спортсменов не старше 23 лет (U23) (2018).
- Бронзовый призёр чемпионата Европы (2025).

## Признание
После победы на чемпионате мира среди молодежи не старше 23 лет (U23) его имя было внесено в музей спортивной славы Словакии, как имя первого чемпиона мира по вольной борьбе в истории спорта независимой Словакии[уточнить].